# Tindéné-Bambarasso
Tindéné-Bambarasso  est une localité du centre de la Côte d'Ivoire et appartenant au département de Dabakala, Région de la Vallée du Bandama. La localité de Tindéné-Bambarasso est un chef-lieu de commune.